# Рагби јунион репрезентација Сингапура
Рагби јунион репрезентација  је рагби јунион тим који представља Сингапур у овом екипном спорту. Рагби савез Сингапура је основан 1966. Енглези су донели рагби у њихову тадашњу колонију Сингапур. Први званични тест меч Сингапур је одиграо 1972. противник је била Рагби јунион репрезентација Малезије, а резултат је био 26-13 у корист Сингапура. Највећу победу Сингапур је остварио над Индијом 85-0 1998. Највећу катастрофу рагбисти Сингапура доживели су 1994. када их је Рагби јунион репрезентација Хонг Конга понизила са 164-13.

## Тренутни састав
Сиднеј Кумар
Хишам Калид
Ендру Ли
Габријел Ли
Ашраф Насар
Бенџамин Гох
Хасиф Азман
Алекс Чав
Николас Гроен
Данијел Лоен
Ју Ченг Ло
Мухамед Сухаимини Амран
Мухамед Азми Сулаимон
Питер Мекфели
Хулијан Алберт
Леонард Јеп
Џонатан Ли - капитен
Марк Варбуртон
Ерик Вис
Риади Пердана